# Тодор Атанасков
Тодор Атанасков е български и югославски футболист, нападател. Известен е и като Светозар Атанацкович.

## Клубна кариера
Атанасков е футболист на Граджански (Скопие) от 1935 до 1941 г. Участва с тима в шампионата на Югославия в два сезона (1935/36 и 1938/39). Той е играчът с най-много мачове и голове за тима в националното първенство с 26 участия и 11 попадения. През 1939 г. организацията на турнири се сменя и скопяни участват в шампионата на Сърбия. Там Атанасков вкарва 12 гола.
По време на Втората световна война на базата на Граджански се създава Македония (Скопие), който участва в шампионата на България. Македония достига финала на Държавното първенство през 1942 г., където губи от Левски (София). През 1945 г. е част от сборния отбор на социалистическа Македония във възобновеното първенство на Югославия.
От 1946 до 1948 г. е част от Цървена звезда. Партнира си с нападатели като Райко Митич, Коста Томашевич и Йован Йезеркич През 1946 г. Звезда играе в регионални турнири и достига финалите в първенството на Сърбия. Атанасков участва в 4 срещи, като в мача срещу Железничар вкарва 2 гола. За два сезона в шампионата на Югославия изиграва само 6 срещи, в които вкарва 1 гол – от дузпа срещу Металац на 26 октомври 1947 г. Участва и в първото в историята дерби на „звездашите“ с Партизан.

## Национален отбор
През 1942 г. записва 2 мача за националния отбор на България – срещу Хърватия и Германия. И в двете срещи България губи съответно с 0:6 и 0:3.